# 卡斯蒂尔拉
卡斯蒂尔拉（法語：Castirla，法語發音：[kastiʁla]）是法国上科西嘉省的一个市镇，属于科尔泰区。

## 地理
卡斯蒂尔拉（42°22'22"N, 9°8'38"E）面积24.32 平方千米，位于法国上科西嘉省，该省份位于科西嘉北部，后者为地中海西部的一座岛屿，也是法国的一个单一领土集体，位于法国大陆部分的东南面，意大利半島的西面，最临近的地块是撒丁岛。
与卡斯蒂尔拉接壤的市镇（或旧市镇、城区）包括：科尔夏、奥梅萨。

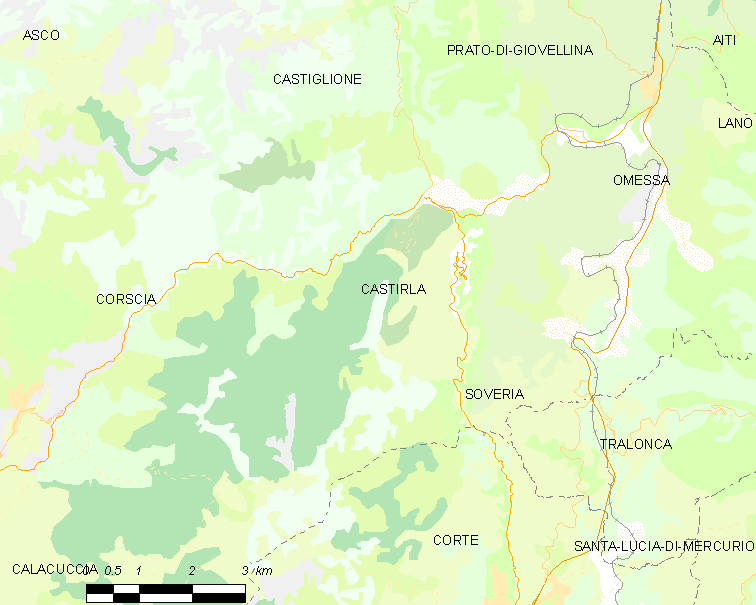
卡斯蒂尔拉的OSM定位图

卡斯蒂尔拉的时区为UTC+01:00、UTC+02:00（夏令时）。

## 行政
卡斯蒂尔拉的邮政编码为20236，INSEE市镇编码为2B083。

## 政治
卡斯蒂尔拉所属的省级选区为戈洛-莫罗萨利亚县。

## 人口

1962-2008年间卡斯蒂尔拉人口变化图示

卡斯蒂尔拉于2022年1月1日时的人口数量为144人。